# Marija Glebowna Timofejewa
Marija Glebowna Timofejewa (russisch Мари́я Гле́бовна Тимофе́ева, engl. Transkription Maria Timofeeva; * 18. November 2003 in Moskau) ist eine russische Tennisspielerin.

## Karriere
Timofejewa begann mit sechs Jahren das Tennisspielen und bevorzugt Hart- und Teppichplätze. Sie spielte bis Anfang 2023 vorrangig auf der ITF Women’s World Tennis Tour, wo sie bislang fünf Titel im Einzel und sechs im Doppel gewann.
Im Juli 2023 hat sie beim Turnier in Budapest ihren ersten WTA-Titel geholt. Dabei war sie nur als Lucky Loser ins Hauptfeld gekommen, und als solche ist sie erst die vierte Spielerin in der Geschichte, die bei einem WTA-Turnier den Sieg davon getragen hat.

## Turniersiege

### Einzel
| Nr. | Datum              | Turnier  | Kategorie | Belag     | Finalgegnerin     | Ergebnis      |
| --- | ------------------ | -------- | --------- | --------- | ----------------- | ------------- |
| 1.  | 29. September 2019 | Antalya  | ITF W15   | Hartplatz | Svenja Ochsner    | 7:63, 7:5     |
| 2.  | 9. Februar 2020    | Monastir | ITF W15   | Hartplatz | Karin Kennel      | 7:5, 6:4      |
| 3.  | 25. April 2021     | Kairo    | ITF W15   | Sand      | Sandra Samir      | 6:3, 6:3      |
| 4.  | 26. Juni 2022      | Raʿanana | ITF W25   | Hartplatz | Walerija Sawinych | 6:1, 6:2      |
| 5.  | 15. Januar 2023    | Monastir | ITF W40   | Hartplatz | Sakura Hosogi     | 7:5, 6:4      |
| 6.  | 23. Juli 2023      | Budapest | WTA 250   | Sand      | Kateryna Baindl   | 6:3, 3:6, 6:0 |

### Doppel
| Nr. | Datum           | Turnier       | Kategorie | Belag     | Partnerin           | Finalgegnerinnen                     | Ergebnis          |
| --- | --------------- | ------------- | --------- | --------- | ------------------- | ------------------------------------ | ----------------- |
| 1.  | 6. Februar 2021 | Monastir      | ITF W15   | Hartplatz | Linda Fruhvirtová   | Nina Radovanovic Sopiko Zizkischwili | 6:1, 6:2          |
| 2.  | 24. April 2021  | Kairo         | ITF W15   | Sand      | Elina Awanessjan    | Isabelle Haverlag Merel Hoedt        | 1:6, 6:4, [10:8]  |
| 3.  | 17. Juli 2021   | Nur-Sultan    | ITF W60   | Hartplatz | Alina Tscharajewa   | Jewgenija Lewaschowa Laura Pigossi   | 7:65, 2:6, [10:6] |
| 4.  | 16. April 2022  | Chiang Rai    | ITF W25   | Hartplatz | Gösäl Ainitdinowa   | Momoko Kobori Luksika Kumkhum        | 2:6, 7:5, [10:4]  |
| 5.  | 25. Juni 2022   | Raʿanana      | ITF W25   | Hartplatz | Sofja Lansere       | Elena-Teodora Cadar Fanny Stollár    | 6:3, 7:65         |
| 6.  | 16. Juli 2022   | Aschaffenburg | ITF W25   | Sand      | Irina Chromatschowa | Karolína Kubáňová Ivana Šebestová    | 6:2, 5:7, [10:3]  |

## Abschneiden bei Grand-Slam-Turnieren

### Dameneinzel
| Turnier         | 2023 | 2024 | 2025 | Karriere |
| --------------- | ---- | ---- | ---- | -------- |
| Australian Open | —    | AF   | Q2   | AF       |
| French Open     | Q3   | 1    | —    | 1        |
| Wimbledon       | Q1   | Q1   | —    | —        |
| US Open         | Q1   | Q2   |      | —        |

Zeichenerklärung: S = Turniersieg; F, HF, VF, AF = Einzug ins Finale / Halbfinale / Viertelfinale / Achtelfinale; 1, 2, 3 = Ausscheiden in der 1. / 2. / 3. Hauptrunde; Q1, Q2, Q3 = Ausscheiden in der 1. / 2. / 3. Qualifikationsrunde; nicht ausgetragen